# 霊山本廟
霊山本廟（りょうぜんほんびょう）は京都市東山区にある真宗興正派の廟所である。

## 概要
浄土真宗宗祖親鸞の廟所であり、全国の真宗興正派の門信徒の納骨所でもある。京都東山三十六峰の一つ、霊山の麓、清水寺、産寧（三年）坂から二年坂を経て高台寺、祇園円山公園に至る散策路の中間に位置し、寺域一帯は自然の風光に恵まれ、特別風致地区に指定されている。

## 歴史
1876年（明治9年）、興正寺が浄土真宗本願寺派から独立し、真宗興正派を結成する。これに伴い、この地に宗祖のご遺骨を納め、本廟とし、歴代門主の墓所、門末の納骨所として境内を整備してきた。1985年（昭和60年）には個別納骨壇を備えた浄華堂を開設。2021年（令和3年）4月には本堂から出火するという事故があった。

## 境内
- 本廟 - 親鸞の遺骨を収めている
- 本堂 - 阿弥陀堂
- 浄華堂 - 納骨堂
- 墓地

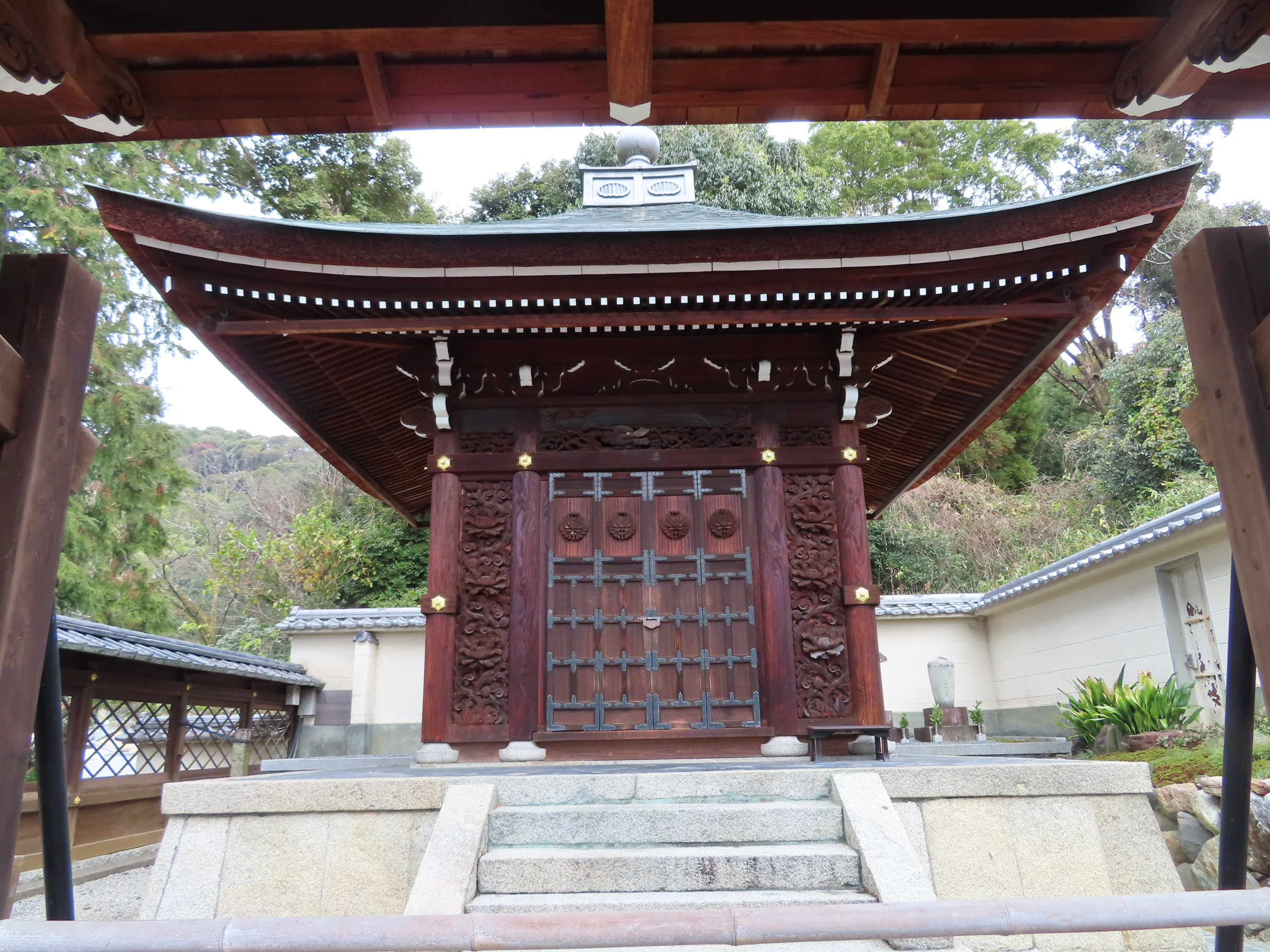
本廟
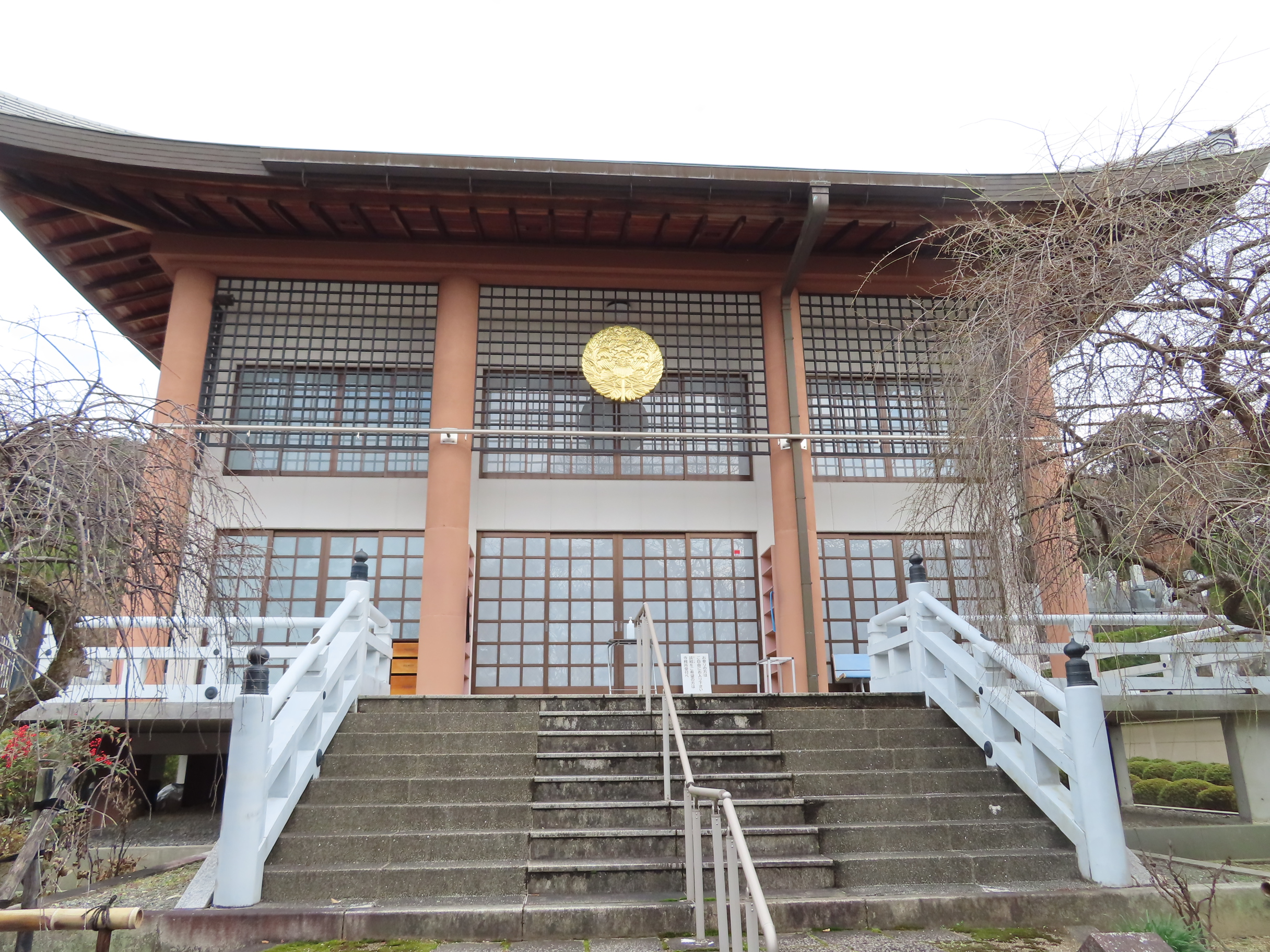
本堂
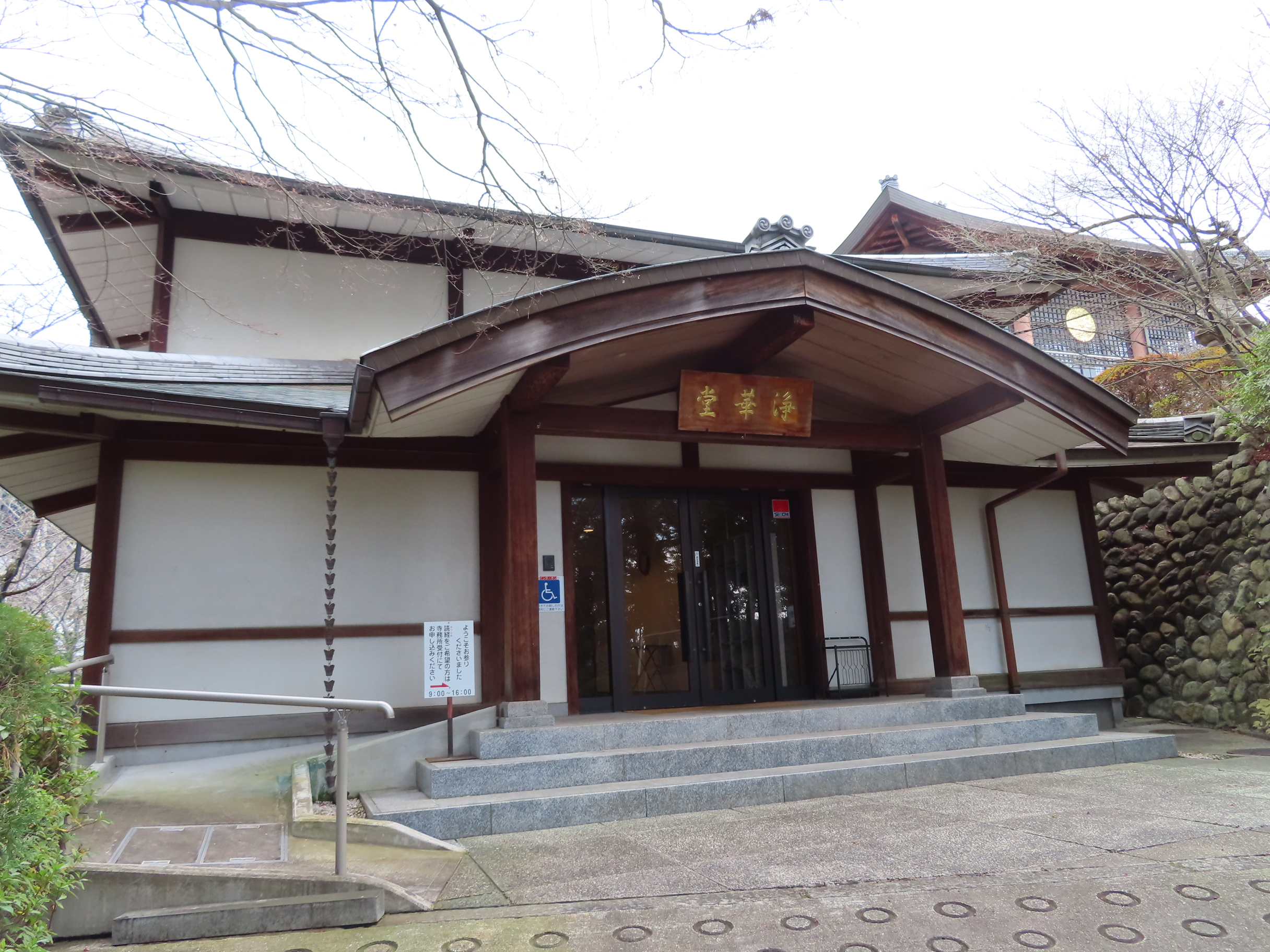
浄華堂

## 年間行事[2]
- 修正会 - 1月1日
- 春季永代経法要 - 3月彼岸入日
- 盂蘭盆会 - 8月15日
- 秋季永代経法要 - 9月彼岸入日
- 報恩講 - 11月29日
- 除夜の鐘 - 12月31日
- 月例法要 - 毎月下旬

## アクセス
- 〒605-0861
- 京都府京都市東山区清閑寺霊山町4